# Klubi Futbollit Gostivar
Il Klubi Futbollit Gostivar, meglio noto come Gostivar, è una società calcistica macedone con sede nella città di Gostivar.
Dalla stagione 2023-2024 milita nella Prva Liga, la massima divisione del campionato macedone.

## Storia
Fondata nel 1919 come Klubi Futbollit Gostivar.

## Organico

### Rosa 2024-2025
Aggiornata al 2 agosto 2024.
| N. |                               | Ruolo | Calciatore                  |
| -- | ----------------------------- | ----- | --------------------------- |
| 4  | Macedonia del Nord (bandiera) | D     | Fisnik Zuka (vice-capitano) |
| 10 | Macedonia del Nord (bandiera) | A     | Ivan Ivanovski              |
| 14 | Marocco (bandiera)            | A     | Nabil Dirar (capitano)      |
| 16 | Macedonia del Nord (bandiera) | D     | Mevlan Murati               |
| 17 | Macedonia del Nord (bandiera) | A     | Marko Simonovski            |
| 21 | Germania (bandiera)           | D     | Emmanuel Mbende             |

| N. |                               | Ruolo | Calciatore        |
| -- | ----------------------------- | ----- | ----------------- |
| 24 | Macedonia del Nord (bandiera) | C     | Duško Trajčevski  |
| 29 | Macedonia del Nord (bandiera) | A     | Fahrudin Đurđević |
| 33 | Macedonia del Nord (bandiera) | D     | Darko Glišić      |
| 80 | Nigeria (bandiera)            | A     | Iyayi Atiemwen    |
| 90 | Macedonia del Nord (bandiera) | C     | Zeni Husmani      |
|    | Croazia (bandiera)            | A     | Petar Slišković   |